# فيديريكو ارسي
فيديريكو ارسي (بالإسبانية: Federico Arce)‏ هو مجدف مكسيكي، ولد في 6 أكتوبر 1944 في مدينة مكسيكو في المكسيك.

## وصلات خارجية
- فيديريكو ارسي على موقع الاتحاد الدولي للتجديف (الإنجليزية)
- فيديريكو ارسي على موقع أوليمبيديا (الإنجليزية)